# فینستال
فینستال (به انگلیسی: Finstall) یک روستا و محله مدنی در بریتانیا است که در Bromsgrove واقع شده‌است. فینستال ۶۶۳ نفر جمعیت دارد.